# 天主教图巴朗教区
天主教圖巴朗教區（拉丁語：Dioecesis Tubaraoënsis），是巴西一個天主教教區，位於聖卡塔琳娜州東南部。屬弗洛里亞諾波利斯總教區。
教區成立於1954年12月28日。2010年有教友309,579人，佔總人口87.1%。有廿八個堂區、司鐸五十二人。現任教區主教為若望·方濟·薩爾姆。